# Anomala angolana
Anomala angolana är en skalbaggsart som beskrevs av Ohaus 1925. Anomala angolana ingår i släktet Anomala och familjen Rutelidae. Inga underarter finns listade i Catalogue of Life.